# Mrazig
Els mrazig són una tribu àrab, antigament nòmada, que vivia a la vila de Douz (Tunísia) i els seus voltant.
El seu nombre era d'al voltant de 50.000, serien els descendents de la tribu dels Banu Sulaym que arribaren procedents de la península Aràbiga en el segle VII. D'antuvi vivien a Egipte, després a Líbia abans d'arribar a Tunísia en el segle xiii. Són coneguts per la pràctica de la transhumància al gran Sàhara.
La governació de Kébili celebra l'herència cultural dels Mrazig amb el Festival Internacional del Sàhara es realitza cada any a Douz.
El Mrazig també viuen als Emirats Àrabs Units, on s'estima el seu nombre en 10.000 individus. També es troben a Oman, sobretot a les governacions de Wahn, Sour i Sahm, on el seu nombre és de 20.000 persones. Treballen en la pesca, l'agricultura o alguns càrrecs governamentals.